# Zeihen
Zeihen es una comuna suiza situada en el distrito de Laufenburg, en el cantón de Argovia. Tiene una población estimada, en 2024, de 1284 habitantes.